# Хантингдон, Терри
Терри Хантингдон (англ. Terry Huntingdon; род. 8 мая 1940 года) — американская фотомодель, победительница конкурса красоты Мисс США 1959 года.

## Биография
Родилась 8 мая 1940 года. 
После победы на конкурсе Мисс Калифорния, Хантингтон стала первой представительницей Калифорнии, в качестве «Мисс США». Она также является первой Мисс США от своего родного штата.
Хантингдон работала на телевидении и в кино. Свою первую роль на телевидении в 1959 году она получила в сериале Перри Мейсон качестве ответчика Китти Уинн в серии "Дело проданной бикини" Она была участвовала в телевизионном шоу Quiz Show You Bet Your Life в 1960 году, по приглашению Граучо Маркса. Она также появилась как Гекуба в фильме Three Stooges.
Её дочь актриса Александра Тайдингс.